# Templo de las Nubes Azules

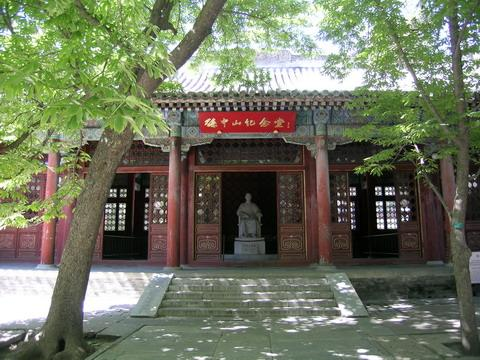
Entrada a la Sala Conmemorativa de Sun Yat-Sen

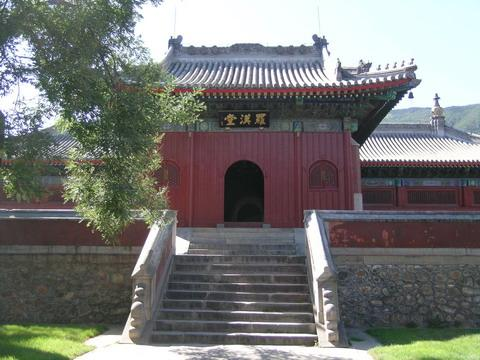

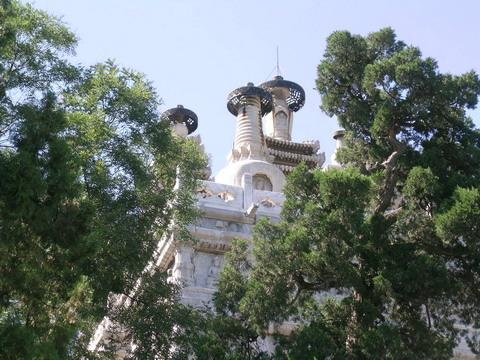
Pagoda Vajrasana

El Templo de las Nubes Azules  es un templo budista localizado en la parte oriental de los Cerros Occidentales, justo fuera de la puerta del norte del Parque de los Cerros Fragantes (Xiangshan Gongyuan), en el Distrito Haidian, un suburbio al noroeste de Pekín, aproximadamente a 20 km del centro de la ciudad. Fue construido en el siglo XIV (posiblemente en 1331), durante la dinastía Yuan (1271 a 1368) y ampliado en 1748.
El templo, construido sobre seis niveles diferentes en una elevación de casi 100 metros de altura, es muy conocido por su fina escenografía. En el centro hay una Sala Conmemorativa de Sun Yat-sen. Destacan también la Sala de los Arhats y la Pagoda Vajrasana.
En la Sala Conmemorativa se conserva un ataúd de cristal vacío ofrecido por el gobierno soviético en 1925 en memoria de Sun Yat-sen (su cuerpo ya había sido colocado en la pagoda de un templo hasta su recolocación en Nankín en 1929). Fotos de Sun Yat-sen, cartas, libros y una estatua se exponen a los lados del féretro.
Hay 512 estatuas, las cuales incluyen 500 Arhats de madera, 11 Bodhisattvas y una estatua de Ji Gong (un monje budista famoso deificado) dentro de la Sala de los Arhats. Todo los Arhats son muy vívidos, cada uno con sus tamaños, expresiones y poses diferentes. Se dice que dos de estos Arhats son estatuas del emperador Kangxi y el emperador Qianlong de la dinastía Qing (1644 a 1912). Además de estas figuras, hay una estatua en miniatura de Ji Gong colgando de una viga elevada.